# Svazek obcí mikroregionu Ledečsko
Svazek obcí mikroregionu Ledečsko je svazek obcí v okresu Havlíčkův Brod a okresu Kutná Hora, jeho sídlem je Ledeč nad Sázavou a jeho cílem je rozvoj regionu. Sdružuje celkem 19 obcí a byl založen v roce 2001.

## Obce sdružené v mikroregionu
- Bělá
- Bohdaneč
- Bojiště
- Číhošť
- Hněvkovice
- Horní Paseka
- Hradec
- Chřenovice
- Jedlá
- Kamenná Lhota
- Kouty
- Kozlov
- Kožlí
- Ledeč nad Sázavou
- Ostrov
- Pavlov
- Prosíčka
- Vilémovice
- Vlastějovice